# 2418 Voskovec-Werich
2418 Voskovec-Werich је астероид главног астероидног појаса са средњом удаљеношћу од Сунца која износи 3,123 астрономских јединица (АЈ).
Апсолутна магнитуда астероида је 12,5.